# Аделхайд фон Цигенхайн-Мюнценберг
Вижте пояснителната страница за други личности с името Аделхайд.
Аделхайд фон Цигенхайн (на немски: Adelheid von Ziegenhain; * ок. 1170; † сл. 26 февруари 1226) от графската фамилия Дом Цигенхайн е чрез женитби графиня на Шарцфелд-Лаутерберг (днес част от Херцберг в Харц) и господарка на Мюнценберг.
Тя е дъщеря на граф Рудолф II фон Цигенхайн († 1188) и съпругата му Мехтхилд от Графство Нида, сестра и наследничка на брат си граф Бертхолд II († пр. 1205) от Графство Нида, незаконна дъщеря на граф Бертхолд I, господар на Малсбург († сл. 1162).

## Фамилия
Аделхайд фон Цигенхайн се омъжва пр. 21 януари 1222 г. за граф Буркард фон Шарцфелд-Лаутерберг († 25 февруари 1225), вдовец на Адела фон Глайхен († 19 октомври 1224), син на граф Зигебодо фон Шарцфелд-Лаутерберг († 1192). Тя е втората му съпруга. Те имат два сина:
- Херман фон Шарцфелд († сл. 1271), домхер в Майнц и Вюрцбург
- Зигебодо фон Шарцфелд († сл. 1265)

Аделхайд фон Цигенхайн се омъжва втори път сл. 25 февруари 1225 г. за Улрих I фон Мюнценберг (* 1170; † 27 февруари 1240), вторият син на Куно I фон Мюнценберг (* 1151; † 1212). Те имат девет деца:
- Изенгард фон Мюнценберг (* ок. 1205; † сл. 1270), омъжена пр. 1237 г. за Филип I фон Боланден-Фалкеншайн († 1271)
- Куно III фон Мюнценберг († 1244), женен за Аделхайд фон Тюбинген
- Улрих II фон Хаген-Мюнценберг († 1255), женен I. за Хелвиг фон Вайнсберг († пр. 1242), II. пр. 15 май 1249 г. за Хайлвигис фон Тюбинген († сл. 1255)
- Хедвиг фон Мюнценберг († пр. 1286), омъжена пр. 1237 г. за Хайнрих фон Папенхайм († сл. 1257)
- Кунигунда фон Мюнценберг (Мехтилд, Елизабет) († сл. 1269), омъжена пр. 17 май 1240 г. за Енгелхард IV господар на Вайнсберг († 1279)
- Ирменгард фон Мюнценберг (* пр. 1252; † пр. 1269), омъжена за Конрад II фон Вайнсберг († 1264)
- Лукард фон Мюнценберг (* пр. 1252; † пр. 1267)
- Агнес фон Мюнценберг († сл. 1274), омъжена сл. 1238 г. за Конрад II фон Шьонеберг († сл. 1253)
- Аделхайд фон Мюнценберг († 1291), омъжена 1243/1245 г. за Райнхард I фон Ханау (ок. 1220 – 1281), господар на Ханау